# パンアメリカン航空830便爆破事件
パンアメリカン航空830便爆破事件（Pan Am Flight 830）とは、1982年8月11日にアメリカ合衆国の航空会社であったパンアメリカン航空（パンナム）機内で発生した爆破事件である。
爆発による航空機墜落の事態は免れたが、日本人の乗客1名が死亡した。

## 事件の概要
パンナム830便は、新東京国際空港（現:成田国際空港）から出発しハワイのホノルル国際空港（現・ダニエル・K・イノウエ国際空港）に向かっていた。1982年8月11日のこの日の便はニューヨーク発の東回り世界一周機である「クリッパーオーシャンローバー」（ボーイング747-100型機、Clipper Ocean Rover/機体記号：N754PA）で運航されていた。乗員15名、乗客267名が搭乗していた。
到着直前の、ハワイ時間の午前9時ごろにハワイから北西150マイル（250Km）の海上25,000フィートを飛行中に旅客機後部座席の座席クッション下に仕掛けられていた爆弾が炸裂した。この爆発で、座席上に座っていた17歳の日本人高校生の少年が死亡し、少年の両親を含む日本人乗客15名が負傷した。死亡した少年の一家は家族旅行でハワイに向かう途中だった。830便は客室が急減圧しキャビンの床に穴が開くなどの損傷を受けたものの機体の操縦に支障はなく、ホノルル空港に緊急着陸した。

## 犯人
この事件の原因として、当初は乗客が持ち込んだ花火が関連したものとされたが、その後の調査により、アメリカに敵対心を持つヨルダン人（パレスチナ出身）の容疑者が引き起こしたテロ事件とされた。
1988年に、ヨルダン人容疑者はギリシャで逮捕され、後に殺人罪で懲役15年の有罪判決を受けた。ただし1996年に刑期を6年務めた時点で釈放された。その後2006年に、旅客機の国籍があったアメリカ合衆国の裁判所で懲役7年の刑を宣告されたが、2002年に他のテロリストの情報をアメリカ当局に提供した見返りとして、2013年3月20日に釈放された。

## 備考
パンアメリカン航空では本事件の1か月前にパンアメリカン航空759便墜落事故が発生していたが、759便の事故と本事件および後述の事件などが重なって、パンアメリカン航空は後に倒産している。

### 防げなかった事件
本事件の場合は航空機自体の墜落は避けられたが、同じパンアメリカン航空機が狙われ、未遂に終わらなかった事例も存在する。それが1988年12月21日に発生したパンアメリカン航空103便爆破事件である。パンナム103便は本機と同じくボーイング747-100型機で運行されていたが、パンアメリカン航空は「旅客と荷物の一致」という原則を無視して荷物検査を怠り、リビア政府の工作員が仕掛けた爆弾を見逃した。その後、スコットランドの上空で103便は爆発し、大部分の残骸と共にロッカビー村へ墜落、270名が死亡した。
また、本事件と103便爆破事件の間の時期の1985年にインド航空182便爆破事件が発生しているが、パンアメリカン航空とイギリス航空当局では、これらの事件の教訓が全く活かされておらず、安全を軽視した運行が行なわれていることを露呈することとなった。